# Grifo Rupes
La Grifo Rupes è una struttura geologica della superficie di Mercurio.